# John Pelham (9e comte de Chichester)
John Nicholas Pelham, 9e comte de Chichester (né le 14 avril 1944), est un agriculteur et pair héréditaire britannique.

## Biographie

### Jeunesse
Lord Chichester est né à titre posthume le 14 avril 1944 d'Ursula von Pannwitz. Son père, John Pelham, 8e comte de Chichester, a été tué dans un accident de la route en février 1944, alors qu'il est en service actif dans les Scots Guards, il accède donc au titre de comte à sa naissance. Sa mère se remarie et épouse Ralph Gunning Henderson en 1957, mais ils divorcent en 1971.
Lord Chichester fait ses études à la Stanbridge Earls School et travaille comme agriculteur.

### Vie adulte

#### Chambre des lords
Il succède à son père, John Pelham, 8e comte de Chichester à la Chambre des lords. Il siège avec les conservateurs mais ne semble pas avoir pris part aux débats.

#### Succession
Le titre se transmet uniquement par les mâles, son héritier présomptif est donc son cousin germain, Richard Anthony Henry Pelham (né en 1952), qui est le petit-fils d'Henry George Godolphin Pelham, deuxième fils de Francis Pelham, 5e comte de Chichester.

## Famille
Il épouse, le 10 décembre 1975, June Marijke Wells, fille de Edward Preston Wells et de Mary Dorothea de Booy. Ils ont une fille :
- Eliza Catherine Pelham (née le 12 mai 1983) épouse en premières noces Douglas de Jager, sans descendance, puis en secondes noces Edmund Conway, sans descendance.

## Distinctions

### Décorations
- Médaille du couronnement d'Élisabeth II (2 juin 1953)
- Médaille du jubilé d'argent d'Élisabeth II (6 février 1977)
- Médaille du jubilé d'or d'Élisabeth II (6 février 2002)
- Médaille du jubilé de diamant d'Élisabeth II (6 février 2012)
- Médaille du jubilé de platine d'Élisabeth II (6 février 2022)
- Médaille du couronnement de Charles III (6 mai 2023)